# Tyrrell 015
La Tyrrell 015 è una monoposto del team Tyrrell che corse in Formula 1 nella stagione 1986.
Fu progettata da Maurice Philippe e Brian Lisles e disponeva di un motore turbo Renault 1.5 V6.

## Livrea

Vista laterale della 015 di Brundle, in frenata a Monza.

La livrea della nuova 015 presentava il colore nero nella parte dell'alettone posteriore e del cofano dove primeggiavano il main sponsor Data General, azienda specializzata nel campo della computeristica, e la scritta "turbo Renault". Le pance laterali erano completamente bianche, fatta eccezione per alcuni GP in cui la Tyrrell ricopriva la parte vuota della monoposto con alcuni sponsor occasionali come Kelémata (azienda italiana di cosmetici e profumi) o Courtaulds (industria britannica di abbigliamento e tessuti). stesso colore delle pance anche per il muso della monoposto dove capeggiava ancora Data General, ma anche ELF, Goodyear e Renault.

## Carriera agonistica
Dopo le prime 3 gare (Brasile, Spagna e San Marino) disputate con la vecchia 014, la Tyrrell 015 esordì nel GP di Monaco con Martin Brundle e Philippe Streiff. In due GP (USA e Canada) la 015 fu affidata al solo Martin Brundle, mentre al suo compagno di box fu affidato il modello precedente. La Tyrrell 015 collezionò 10 ritiri in 13 gare ma ottenne come miglior risultato il quarto posto nel Gran Premio d'Australia con Brundle e chiuse il campionato 1986 al settimo posto con 11 punti, di cui 9 con la 015 e 2 con la 014.

## Risultati
| Anno | Team    | Motore          | Gomme | Piloti  |  |  |  |     |     |   |     |     |   |     |   |     |    |     |     |   | Punti | Pos. |
| ---- | ------- | --------------- | ----- | ------- |  |  |  | --- | --- | - | --- | --- | - | --- | - | --- | -- | --- | --- | - | ----- | ---- |
| 1986 | Tyrrell | Renault 1.5 V6T | G     | Brundle |  |  |  | Rit | Rit | 9 | Rit | 10  | 5 | Rit | 6 | Rit | 10 | Rit | 11  | 4 | 9     | 7º   |
| 1986 | Tyrrell | Renault 1.5 V6T | G     | Streiff |  |  |  | 11  | 12  |   |     | Rit | 6 | Rit | 8 | Rit | 9  | Rit | Rit | 5 | 9     | 7º   |